# Fujitsu FM 16 Beta
Fujitsu FM 16 Beta (FM 16 Beta) је кућни рачунар фирме Фуџицу (Fujitsu) који је почео да се производи у Јапану током 1983. године.
Користио је Intel 8086 + Zilog Z80A микропроцесорске јединице а RAM меморија рачунара је имала капацитет до 2 MB. 
Као оперативни систем кориштен је CP/M 86. опциони: CP/M 2.2, MS-DOS 1.1, Concurrent CP/M 86,, PICK.

## Детаљни подаци
Детаљнији подаци о рачунару FM 16 Beta су дати у табели испод.
|                       |                                    |
| [ 1 ]                 |                                    |
| Произвођач            | Фуџицу                             |
| Тип                   | кућни рачунар                      |
| Меморија              | до 2 MB                            |
| Поријекло             | Јапан                              |
| Година                | 1983                               |
| Тастатура             | тастатура са пуним помаком тастера |
| Процесор              |                                    |
| Фреквенција процесора | 8                                  |
| RAM                   | до 2 MB                            |
| ROM                   | непознато                          |
| Текст                 | непознато                          |
| Графика               | 640x400                            |
| Боја                  | 16                                 |
| Звук                  | непознато                          |
| Димензије             | непознато                          |
| Портови               |                                    |
| Оперативни систем     |                                    |